# かわいいコックさん
「コックさん」または「かわいいコックさん」は、「棒が一本あったとさ」（ぼうが一本あったとさ）の歌いだし、または曲名でも知られる絵描き歌の俗称。歌にあわせていろいろな絵ができて行くが、最終的に出来上がる特徴的な絵を歌詞中で「かわいいコックさん」と称しているところから、その曲名と混同したもの。その理由の一つに後述の商標問題もある。
曲名は「ぼうがいっぽん」とも表記される。

## 歌
東京のわらべうた。作詞・作曲者は不詳。1964年から1965年にかけて、NHKの『うたのえほん』で歌われたことにより、広く全国に知られるようになった。
民族音楽学者で当時、東京芸術大学の教員だった小泉文夫が楽理科の学生らとともに採集した楽曲の一つ。小泉の研究室を訪ねた『うたのえほん』の担当ディレクター岡弘道が番組にふさわしい曲として見出した。わらべうたの旋律をもとに間宮芳生にピアノ譜の作曲（編曲）を依頼中川順子の歌で放送された。

## 歌詞・描き方
もともとの歌詞は以下のとおり。
棒が一本あったとさ
はっぱかな
はっぱじゃないよ　かえるだよ
かえるじゃないよ　あひるだよ
六月六日のさんかんび
雨がざあざあふってきて
三角じょうぎに　ひびいって
あんぱんふたつ　豆三つ
コッペぱんふたつ　くださいな
あっというまに
かわいいコックさん
『うたのえほん』に採用された際に、「さんかんび」の部分は幼児にわかりにくいとの判断により省略された。
棒が一本あったとさ
はっぱかな
はっぱじゃないよ　かえるだよ
かえるじゃないよ　あひるだよ
六月六日に雨　ざあざあふってきて
三角じょうぎに　ひびいって
あんぱんふたつ　豆三つ
コッペぱんふたつ　くださいな
あっというまに
かわいいコックさん
その後、全国的にわらべうたとして定着し、地方によってはさらに若干異なる歌詞でも歌われている。

## 黒人差別問題
黒人差別をなくす会が、1993年（平成5年）9月、絵描き歌の「コックさん」を収録したサンリオの絵本に抗議し、回収に追い込む。

## 商標
1996年に株式会社オムテモワンが、"Kawaii Cook San"の名称及びかわいいコックさんの絵描き歌のイラストを日本の特許庁へ商標登録出願し、翌年商標登録が認められた。2007年2月現在では、商標区分の3、9、11、14、16、18、21、24、25、28、29、30、32類でイラストが登録されている（歌については、商標登録されていない）。
ただし、オムテモワンの公式ページ「コックさんの商標について」にて、歌は既存のものであることや、以前からテレビや本で紹介されていることが明記されている。